# Ben Daglish

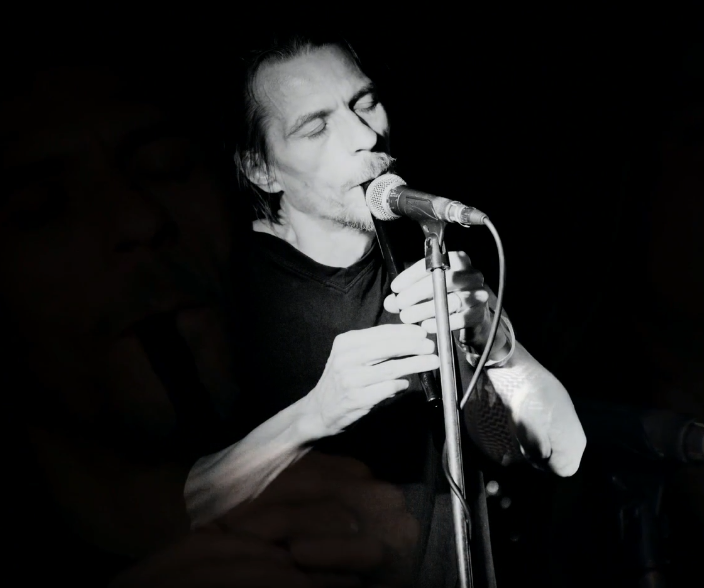
Ben Daglish (2016)

Ben Daglish (* 31. Juli 1966 in London; † 1. Oktober 2018) war ein britischer Musiker und Komponist. Bekannt wurde er vor allem als Komponist zahlreicher erfolgreicher Titelmusiken für Heimcomputer-Spiele in den 1980er- und 1990er-Jahren.

## Leben
Ben Daglish wurde 1966 im Londoner Stadtteil Chiswick geboren. In seiner frühen Jugend verschlug es ihn nach Sheffield. Dort war er unter anderem als Perkussionist und Dirigent im City Of Sheffield Youth Orchestra aktiv. In den frühen 1980er-Jahren begann er dann mit der Komposition und Programmierung von Musiken für Computerspiele. Später arbeitete er als Komponist und Künstler für verschiedene Theater-Unternehmen und war als Schauspieler und Musiker an vielen Orten wie zum Beispiel Belfast, der Toskana und Jerusalem tätig. Danach spielte er auf den verschiedensten Instrumenten mit verschiedenen Ensembles, unter anderem mit der Folk-Rock-Band Loscoe State Opera. Gelegentlich trat er mit der dänischen Rockband Press Play on Tape auf, die C64-Chiptunes in ein Rock- bzw. Popgewand kleidet. Neben seiner künstlerischen Tätigkeit war Ben Daglish als Berater und Programmierer von Netzwerk-Software tätig.
Daglish lebte mit seiner Familie in Derbyshire. Er starb im Oktober 2018 im Alter von 52 Jahren an Lungenkrebs.

## Werk (Auszug)
| Spiel                                    | Jahr | System(e)                                                                    | Publisher               |
| ---------------------------------------- | ---- | ---------------------------------------------------------------------------- | ----------------------- |
| 3D Galax                                 | 1987 | Atari ST                                                                     | Gremlin Graphics        |
| Action Fighter                           | 1986 | Atari ST, Commodore 64, Commodore Amiga, Schneider CPC, Sinclair ZX Spectrum | Firebird                |
| Artura                                   | 1988 | Atari ST, Commodore 64, Schneider CPC, Sinclair ZX Spectrum                  | Gremlin Graphics        |
| Auf Wiedersehen Monty                    | 1987 | Commodore 64                                                                 | Gremlin Graphics        |
| Axel’s Magic Hammer                      | 1989 | Atari ST                                                                     | Gremlin Graphics        |
| Blasteroids                              | 1989 | Atari ST, Commodore 64, Sinclair ZX Spectrum                                 | Tengen                  |
| Butcher Hill                             | 1989 | Atari ST, Sinclair ZX Spectrum                                               | Gremlin Graphics        |
| California Games                         | 1989 | Atari ST                                                                     | Epyx                    |
| Captain America – Defies the Doom Tube   | 1989 | Atari ST                                                                     | U.S. Gold               |
| Chase H.Q.                               | 1989 | Atari ST                                                                     | Ocean Software          |
| Chubby Gristle                           | 1988 | Atari ST, Commodore 64, Commodore Amiga, Sinclair ZX Spectrum                | Grandslam Entertainment |
| Cobra                                    | 1986 | Commodore 64, Schneider CPC, Sinclair ZX Spectrum                            | Ocean Software          |
| Continental Circus                       | 1989 | Atari ST, Commodore 64                                                       | Taito                   |
| Cosmic Relief                            | 1987 | Atari ST                                                                     | Datasoft                |
| Dark Fusion                              | 1988 | Atari ST, Commodore 64, Schneider CPC, Sinclair ZX Spectrum                  | Gremlin Graphics        |
| Defenders of the Earth                   | 1990 | Commodore 64                                                                 | Enigma Variations       |
| Deflektor                                | 1988 | Atari ST, Commodore 64, Commodore Amiga, Schneider CPC, Sinclair ZX Spectrum | Gremlin Graphics        |
| Dynamite Dux                             | 1988 | Atari ST                                                                     | Activision              |
| FoFT – Federation of Free Traders        | 1989 | Atari ST, Commodore Amiga                                                    | Gremlin Graphics        |
| Footballer of the Year                   | 1987 | Commodore 64, Sinclair ZX Spectrum                                           | Gremlin Graphics        |
| Footballer of the Year 2                 | 1989 | Atari ST, Commodore 64                                                       | Gremlin Graphics        |
| Gary Lineker’s Hot Shots                 | 1988 | Atari ST, Commodore 64, Sinclair ZX Spectrum                                 | Gremlin Graphics        |
| Gary Lineker’s Super Skills              | 1988 | Atari ST, Commodore 64, Sinclair ZX Spectrum                                 | Gremlin Graphics        |
| Gauntlet                                 | 1986 | Commodore 64                                                                 | Atari Games             |
| Gauntlet II                              | 1988 | Commodore 64, Sinclair ZX Spectrum                                           | Atari Games             |
| Greg Norman’s Ultimate Golf              | 1990 | Atari ST                                                                     | Gremlin Graphics        |
| H.A.T.E. – Hostile All Terrain Encounter | 1989 | Atari ST, Schneider CPC, Sinclair ZX Spectrum                                | Gremlin Graphics        |
| Hot Rod                                  | 1990 | Atari ST                                                                     | Activision              |
| John Lowe’s Ultimate Darts               | 1989 | Atari ST                                                                     | Gremlin Graphics        |
| Kingmaker                                | 1993 | Atari ST                                                                     | U.S. Gold               |
| Legends of Valour                        | 1993 | Atari ST                                                                     | U.S. Gold               |
| Lotus Esprit Turbo Challenge             | 1990 | Atari ST                                                                     | Gremlin Graphics        |
| Masters of the Universe                  | 1988 | Atari ST, Schneider CPC                                                      | Gremlin Graphics        |
| Mickey Mouse: The Computer Game          | 1988 | Atari ST, Commodore 64, Sinclair ZX Spectrum                                 | Gremlin Graphics        |
| Monty Python’s Flying Circus             | 1990 | Atari ST                                                                     | Virgin Games            |
| Motor Massacre                           | 1988 | Atari ST                                                                     | Gremlin Graphics        |
| Motörhead                                | 1992 | Atari ST                                                                     | Virgin Games            |
| The Munsters                             | 1988 | Atari ST, Commodore 64                                                       | Alternative Software    |
| North Star                               | 1988 | Atari ST, Commodore 64, Schneider CPC, Sinclair ZX Spectrum                  | Gremlin Graphics        |
| Pac-Mania                                | 1989 | Atari ST, Commodore 64, Commodore Amiga, Sinclair ZX Spectrum                | Grandslam Entertainment |
| Passing Shot                             | 1988 | Atari ST                                                                     | Mirrorsoft              |
| Prison                                   | 1989 | Atari ST                                                                     | Krisalis                |
| Rick Dangerous                           | 1989 | Atari ST, Commodore 64                                                       | Rainbird Software       |
| Rick Dangerous 2                         | 1990 | Atari ST                                                                     | MicroProse              |
| Road Raider                              | 1988 | Atari ST                                                                     | Mindscape               |
| Saint & Greavsie                         | 1989 | Atari ST                                                                     | Grandslam Entertainment |
| Skidz                                    | 1990 | Atari ST                                                                     | Gremlin Graphics        |
| Super Cars                               | 1990 | Atari ST, Commodore 64, Commodore Amiga, Schneider CPC                       | Gremlin Graphics        |
| Super Scramble Simulator                 | 1989 | Atari ST, Sinclair ZX Spectrum                                               | Gremlin Graphics        |
| Switchblade                              | 1989 | Atari ST, Commodore 64, Commodore Amiga, Schneider CPC, Sinclair ZX Spectrum | Gremlin Graphics        |
| Terramex                                 | 1987 | Atari ST, Commodore 64, Schneider CPC, Sinclair ZX Spectrum                  | Grandslam Entertainment |
| The Flintstones                          | 1988 | Atari ST, Commodore 64, Sinclair ZX Spectrum                                 | Grandslam Entertainment |
| The Last Ninja                           | 1987 | Commodore 64                                                                 | System 3                |
| The Running Man                          | 1989 | Atari ST                                                                     | Grandslam Entertainment |
| They Stole a Million                     | 1986 | Commodore 64                                                                 | Ariolasoft              |
| Thunderbirds                             | 1989 | Atari ST                                                                     | Grandslam Entertainment |
| Wizard Warz                              | 1987 | Atari ST, Commodore 64, Sinclair ZX Spectrum                                 | U.S. Gold               |
| Xybots                                   | 1989 | Atari ST                                                                     | Tengen                  |